# Edgar Degas
Edgar Degas (ZDA: / deɪˈɡɑː / ali UK: / ɪɡɑːdeɪɡɑː /; rojen Hilaire-Germain-Edgar De Gas, francoščina: [ilɛːʁ ʒɛʁmɛ̃ ɛdɡaʁ də ɡɑ]; 19. julij 1834 - 27. september 1917) je bil francoski umetnik, znan po svojih slikah, kipih, grafikah in risbah. Posebej se identificira s predmetom plesa; več kot polovica njegovih del predstavlja plesalce . Kot eden od ustanoviteljev impresionizma je zavrnil izraz, raje se je imenoval realist . Bil je odličen risar, predvsem pa mojstrski pri upodabljanju gibanja, kar je razvidno iz njegove upodobitve plesalcev, dirk in ženskih aktov. Njegovi portreti se odlikujejo po svoji psihološki kompleksnosti in prikazu človeške izolacije.
Na začetku svoje kariere je Degas želel biti slikar zgodovine, poklic za katerega je bil dobro pripravljen s strogim akademskim usposabljanjem in tesnim proučevanjem klasične umetnosti. V zgodnjih tridesetih letih je spremenil smer in s tem, ko je tradicionalne metode zgodovinskega slikarja prenesel na sodobno tematiko, postal klasični slikar sodobnega življenja. 

## Zgodnje življenje
Degas se je rodil v Parizu, v Franciji, v zmerno bogati družini. Bil je najstarejši od petih otrok Célestine Musson De Gas, kreolke iz New Orleansa, Louisiana in Augustina De Gasa, bančnika. Njegov dedek po materi, Germain Musson, se je rodil v Port-au-Princu na Haitiju in se leta 1810 naselil v New Orleansu. Degas (sprejel je to manj veličastno črkovanje svojega družinskega imena, ko je postal odrasel) se je začel šolati pri enajstih letih in se vpisal v Lycée Louis-le-Grand. Njegova mati je umrla, ko mu je bilo trinajst let, njegov oče in dedek pa sta imela glavni vpliv nanj do konca njegove mladosti.
Degas je začel risati zgodaj v življenju. Ko je leta 1853 diplomiral na Lycéeju iz književnosti, je pri starosti 18 let spremenil sobo v svojem domu v umetniški atelje. Po diplomi se je registriral kot prepisovalec v muzeju Louvre, vendar je oče pričakoval, da bo šel na pravo. Degas se je vpisal na Pravno fakulteto Univerze v Parizu novembra 1853, vendar je v svoj študij vložil le malo truda. Leta 1855 se je srečal z  Jeanom Augustom Dominique Ingresom, ki ga je Degas spoštoval in katerega nasvetov ni nikoli pozabil: »Nariši črte, mladi človek in še več linij, tako iz življenja kot iz spomina in postal boš dober umetnik.«   Aprila istega leta je bil Degas sprejet v École des Beaux-Arts. Tu je študiral risanje z Louisom Lamotheom, pod čigar vodstvom je cvetel, sledeč Ingresovem slogu . Julija 1856 je Degas odpotoval v Italijo, kjer je ostal tri leta. Leta 1858 je med bivanjem v družini tete v Neaplju naredil prve študije za zgodnjo mojstrovino Družina Bellelli. Prav tako je risal in naslikal številne kopije del Michelangela, Rafaela, Tiziana in drugih renesančnih umetnikov, toda - v nasprotju s konvencionalno prakso - je običajno iz oltarne slike izbral podrobnost, ki mu je pritegnila pozornost: sekundarno figuro ali glavo in jo obravnaval kot portret. 

## Umetniška pot
Po vrnitvi v Francijo leta 1859 se je Degas preselil v pariški atelje, ki mu je omogočil, da je začel slikati Družino Bellelli - impozantno platno, ki ga je nameraval razstaviti na Salonu, čeprav je do leta 1867 ostalo nedokončano. Prav tako je začel delati na nekaj zgodovinskih slikah: Aleksander in Bucefalus in Jupthahova hči (leta 1859–60), Sémiramis gradi Babilon leta 1860 in Mladi Špartanci okoli leta 1860. Leta 1861 je Degas obiskal svojega prijatelja iz otroštva Paula Valpinçona v Normandiji in naredil mnogo zgodnjih študij konj. Prvič je razstavljal na Salonu leta 1865, ko je žirija sprejela njegovo sliko Scena vojne v srednjem veku, ki je pritegnila le malo pozornosti . Čeprav je na Salonu razstavljal vsako leto v naslednjih petih letih, ni več predal zgodovinskih slik. Njegova Dirka z ovirami-padli jokej (Salon leta 1866) je pokazala, da se vse bolj zavzema za sodobno tematiko. Na spremembo njegove umetnosti je vplival predvsem primer Édouarda Maneta, s katerim se je Degas srečal leta 1864 (medtem ko sta oba naslikala isti Velázquezov portret v Louvru, po zgodbi, ki je morda apokrifna). 
Po izbruhu francosko-pruske vojne leta 1870 se je Degas vpisal v Nacionalno gardo, kjer mu je obramba Pariza pustila malo časa za slikanje. Med vadbo s puško je bilo ugotovljeno, da je njegov vid okvarjen in do konca življenja so ga težave z očmi nenehno skrbele.
Po vojni je Degas začel leta 1872 podaljšano bivanje v New Orleansu v Louisiani, kjer je živel njegov brat René in številni drugi sorodniki. Ko je ostal na domu svojega kreolskega strica Michela Mussona na aveniji Esplanade, je Degas naslikal številna dela, mnoga družinskih članov. Eno od del v New Orleansu, Cotton Office v New Orleansu, je pritegnilo veliko pozornosti v Franciji in je bilo njegovo edino delo, ki ga je muzej (Pau) kupil v času njegovega življenja.
Degas se je vrnil v Pariz leta 1873. Njegov oče je umrl naslednje leto, nato pa je Degas izvedel, da si je njegov brat René nabral ogromne poslovne dolgove. Da bi ohranil ugled svoje družine, je Degas prodal svojo hišo in umetniško zbirko, ki jo je podedoval in uporabil denar za odplačevanje bratovih dolgov. Prvič v življenju je prodal svoje umetniško delo za prihodke, pri čemer je veliko svojega največjega dela ustvaril v desetletju, ki se je začelo leta 1874. Razočaran do sedaj s Salonom, se je namesto tega pridružil skupini mladih umetnikov, ki so organizirali neodvisno razstavo. Skupina je kmalu postala znana kot impresionisti. Med letoma 1874 in 1886 so postavili osem umetniških predstav, znanih kot impresionistične razstave. Degas je prevzel vodilno vlogo pri organizaciji razstav in pokazal svoje delo v vseh, razen v eni, kljub vztrajnim konfliktom z drugimi v skupini. Z Monetom in ostalimi krajinskimi slikarji v skupini, ki se jim je posmehoval glede slikanja na prostem, je imel malo skupnega. Konservativen v svojih družbenih odnosih, je obžaloval škandale, ki so jih ustvarile razstave, pa tudi javnost in oglaševanje, ki so ga iskali njegovi kolegi. Prav tako se mu ni zdelo, da bi ga povezali z izrazom impresionist, ki so ga tiskali in popularizirali in vztrajal pri vključevanju umetnikov, ki niso impresionisti, kot so Jean-Louis Forain in Jean-François Raffaëlli na razstavah skupine. Posledica sovraštva v skupini je prispevala k njeni razpustitvi leta 1886. 
Ker se je njegovo finančno stanje izboljšalo s prodajo lastnih del, se je lahko prepustil svoji strasti do zbiranja del umetnikov, ki jih je občudoval: starih mojstrov, kot so El Greco in sodobnikov, kot so Manet, Pissarro, Cézanne, Gauguin, Van Gogh in Édouard. Brandon. Trije umetniki, ki jih je idoliziral, Ingres, Delacroix in Daumier, so bili še posebej dobro zastopani v njegovi zbirki. 
V poznih 1880-ih je Degas razvil tudi strast do fotografije. Veliko svojih prijateljev je fotografiral, pogosto z lučjo, kot v svojem dvojnem portretu Renoirja in Mallarméja. Druge fotografije, ki prikazujejo plesalce in akte, so bile uporabljene kot referenca v nekaterih od Degasovih risbah in slikah. 
Z leti je Degas postal izoliran, deloma zaradi svojega prepričanja, da slikar ne more imeti osebnega življenja. Spor o aferi Dreyfus je pripeljal njegovo antisemitsko naklonjenost v ospredje in z vsemi svojimi judovskimi prijatelji se je skregal. Njegovo argumentirano naravo je obžaloval Renoir, ki je o njem dejal: »Kakšno bitje je bil, tisti Degas! Vsi njegovi prijatelji so ga morali zapustiti; jaz sem bil eden zadnjih, ki je odšel, a tudi nisem mogel ostati do konca«. 
Čeprav je znano, da je delal v pastelu šele konec leta 1907 in je nadaljeval s kiparstvom šele leta 1910, je očitno prenehal delovati leta 1912, ko je prišlo do rušenja njegovega dolgoletnega prebivališča na ulici Rue Victor Massé in ga prisililo, da se preseli v četrt na Boulevard de Clichy. Nikoli se ni poročil in preživel zadnja leta svojega življenja skoraj slep, nemirno tavajoč po ulicah Pariza, preden je umrl septembra 1917.

## Umetniški slog
Degas je pogosto označen kot impresionist, razumljiv, vendar nezadosten opis. Impresionizem je nastal v 1860-ih in 1870-ih in deloma izrastel iz realizma slikarjev, kot sta Courbet in Corot. Impresionisti so slikali realnost sveta okoli sebe s svetlimi, "bleščečimi" barvami, osredotočeni predvsem na učinke svetlobe in upali, da bodo svoje prizore zajeli neposredno. Svojo vizualno izkušnjo so želeli izraziti v tistem trenutku.
Tehnično se Degas razlikuje od impresionistov v tem, da je nenehno omalovaževal prakso slikanja en plein air (pleneristično – v naravi).
 Veš, kaj mislim o ljudeh, ki delajo na prostem. Če bi bil vlada, bi imel posebno brigado žandarjev, ki bi pazila na umetnike, ki slikajo krajine iz narave. Oh, ne mislim nikogar ubiti; samo majhen odmerek ptičjega strela zdaj in potem kot opozorilo. 
»Pogosto je bil kot anti-impresionist kot kritiki, ki so pregledovali predstave«, meni umetnostna zgodovinarka Carol Armstrong; kot je sam Degas razložil, »nobena umetnost ni bila nikoli manj spontana od moje. Kar delam, je rezultat razmišljanja in študija velikih mojstrov; navdiha, spontanosti, temperamenta, ničesar ne vem«. Bil je natančneje opisan kot impresionist kot član katerega koli drugega gibanja. Njegovi prizori iz pariškega življenja, njegove kompozicije izven centra, njegovi eksperimenti z barvo in obliko ter njegovo prijateljstvo z nekaterimi ključnimi impresionističnimi umetniki - predvsem Mary Cassatt in Édouardom Manetom - so ga vsi tesno povezali z impresionističnim gibanjem.
Degasov slog odraža njegovo globoko spoštovanje do starih mojstrov (bil je navdušeni kopist do visokega  srednjega veka) in njegovo veliko občudovanje Ingresa in Delacroixa. Bil je tudi zbiralec japonskih grafik, katerih kompozicijska načela so vplivala na njegovo delo, prav tako pa tudi živahni realizem priljubljenih ilustratorjev, kot sta Daumier in Gavarni. Čeprav je bil znan po konjih in plesalcih, je Degas začel s klasičnimi zgodovinskimi slikami, kot sta Jephthahova hči (c. 1859-61) in Mladi Špartanci (c. 1860–62), v katerih je njegov postopen napredek k manj idealiziranemu ravnanju s figurami že očiten. V svoji zgodnji karieri je Degas naslikal tudi portrete posameznikov in skupin; primer slednje je Družina Bellelli (c. 1885–1967), briljantno sestavljena in psihološko precejšnja podoba njegove tete, moža in njunih otrok. Na tej sliki, kot v Mladih Špartancih in številnih poznejših delih, je Degas prikazoval napetosti med moškimi in ženskami. V svojih zgodnjih slikah je že dokazal zrel slog, da se bo kasneje bolj razvil z nerodnim obrezovanjem predmetov in z izbiro nenavadnih pogledov.
Do poznih 1860-ih se je Degas preusmeril iz začetnih poskusov v zgodovinskem slikarstvu na izvirno opazovanje sodobnega življenja. Scene dirkališč so omogočile upodobitev konjev in njihovih jahačev v sodobnem kontekstu. Začel je slikati ženske pri delu, mlinarje in perice. Mlle. Fiocre v baletu La Sourceu, razstavljene na Salonu leta 1868, je bilo njegovo prvo veliko delo, da bi predstavil temo, s katero je postal posebej prepoznan, plesalci.
V številnih kasnejših slikah so plesalke prikazane v ozadju ali na vaji, pri čemer je poudarjen njihov status kot opravljaje dela. Od leta 1870 je Degas vse bolj slikal baletne predmete, deloma zato, ker so se dobro prodajali in mu zagotovili potreben dohodek, potem ko je bratov dolg pustil družino v stečaju. Degas je začel slikati tudi kavarno v delih, kot sta Pivka absinta (L'Absinthe) in Pevec z rokavico. Njegove slike so pogosto nakazovale na narativne vsebine na način, ki je bil zelo dvoumen; na primer, Interier (ki se je imenovala tudi Posilstvo) je predstavljala uganko za umetnostne zgodovinarje, ki iščejo literarni vir - predlagan je bil Zolajev roman Thérèse Raquin - a je to lahko tudi prikaz prostitucije.
Ker se je spremenila vsebina se je tudi Degasova tehnika. Temna paleta, ki je nosila vpliv nizozemskega slikarstva, je zamenjala uporaba živih barv in drznih potez. Slike, kot je Place de la Concorde, se berejo kot "posnetki", zamrznjen trenutek časa, da ga natančno prikaže mu daje občutek gibanja. Pomanjkanje barve v Plesalci na odru leta 1874 in Baletni inštruktor iz leta 1876 se lahko poveže z njegovim zanimanjem za novo tehniko fotografije. Spremembe njegove palete, čopiča in občutka za kompozicijo dokazujejo vpliv, ki sta ga impresionistično gibanje in sodobna fotografija, s svojimi spontanimi podobami in izostrenimi koti, imeli na njegovo delo.
Zameglitev razlikovanja med portretiranjem in žanrskimi deli je svojega prijatelja fagotista Désiréja Dihaua, naslikal v Orkester v Pariški operi (1868–69) kot enega od štirinajstih glasbenikov v orkestrski jami, kot da ga vidi občinstvo. Nad glasbeniki so vidne le noge plesalcev na odru, njihove figure pa so obrezane ob robu slike. Umetnostni zgodovinar Charles Stuckey je primerjal pogled gledalca, ki je odvrnil pogled od baleta in rekel, da je »Degasova fascinacija z upodobitvijo gibanja, vključno z gibanjem gledalčevih oči, kot med naključnim pogledom, pravilno impresionistična«.
Slikarjev zreli slog odlikujejo izrazito nedokončani odlomki, tudi v sicer zelo natančnih slikah. Pogosto je okrivil svoje težave z očmi zaradi svoje nezmožnosti, da bi dokončal, kar je pojasnilo, da so se kolegi in zbiralci spraševali, kot je razložil Stuckey, da »njegove slike ni bilo mogoče izvesti s slabim vidom«. Umetnik je podal še en namig, ko je opisal svoje nagnjenje »začeti sto stvari in ne dokončati ene od njih« in je bil v vsakem primeru notorično nenaklonjen temu, da bi sliko dokončal.
Njegovo zanimanje za portretiranje ga je vodilo, da je skrbno preučil načine, na katere lahko človekov družbeni položaj ali obliko zaposlitve razkrije s fiziognomijo, držo, obleko in drugimi atributi. V sliki Portreti na borzi iz leta 1879 je predstavil skupino judovskih poslovnežev s pridihom antisemitizma. Leta 1881 je razstavil dva pastela, ki sta prikazovala mladoletne člane tolpe, ki so bili pred kratkim obsojeni za umor v "Abadijevi aferi". Degas se je udeležil njihovega sojenja s skicirko v roki, njegove številne risbe obtožencev pa razkrivajo njegovo zanimanje za atavistične značilnosti, ki so jih nekateri znanstveniki iz 19. stoletja menili kot dokaz za prirojeno kriminaliteto . V svojih slikah plesalcev in peric razkriva poklice ne samo po obleki in dejavnostih, temveč tudi po njihovem telesu: balerine imajo atletsko telesnost, medtem ko so njegove perice težke in trdne. 
V poznih 1870-ih letih je Degas obvladal ne le tradicionalni medij olje na platnu, ampak tudi pastel. Suhi medij, ki ga je uporabil v kompleksnih plasteh in teksturah, mu je omogočil lažje spajanje objekta z linijo z naraščajočim zanimanjem za izrazno barvo.
Sredi 1870-ih se je vrnil tudi v medij bakrorez, ki ga je zapustil pred desetimi leti. Sprva ga je v tem vodil njegov stari prijatelj Ludovic-Napoléon Lepic, ki je bil sam inovator pri njegovi uporabi in začel eksperimentirati z litografijo in monotipijo.
V dveh obdobjih je ustvaril okoli 300 monotipij, od sredine 1870-ih do sredine 1880-ih in ponovno v zgodnjih 1990-ih.
Posebej ga je navdušil učinek, ki ga je povzročila monotipija in pogosto preoblikoval natisnjene slike s pastelom. Leta 1880 je kiparstvo postalo še en del Degasovega prizadevanja za raziskovanje različnih medijev, čeprav je umetnik v svojem življenju javno prikazal samo eno skulpturo.
Te spremembe v medijih so ustvarile slike, ki bi jih Degas naredil v kasnejšem življenju. Začel risati in slikati ženske, ki se sušijo s brisačami, češejo lase in se kopajo (Po kopanju; ženska se briše). Poteze, ki modelirajo obliko, so bolj svobodne kot prej; ozadja so poenostavljena.
Natančen naturalizem njegove mladosti je našel pot do vse večje abstrakcije oblike. Razen izjemno briljantne risbe in obsedenosti z likom, imajo slike, ustvarjene v tem poznem obdobju njegovega življenja, malo podobnosti z njegovimi zgodnjimi slikami. Pravzaprav so te slike - nastale pozno v življenju in po vrhuncu impresionističnega gibanja - najbolj živahno uporabljale koloristične tehnike impresionizma. 
Po vseh slogovnih evolucijah so nekatere značilnosti Degasovega dela ostale nespremenjene skozi vse življenje. Vedno je slikal v zaprtih prostorih, raje je delal v svojem studiu, bodisi po spominu, iz fotografij ali živih modelov. Figura je ostala njegov glavni predmet; njegovih nekaj krajin je bilo ustvarjenih iz spomina ali domišljije. Nič nenavadnega ni bilo ponavljati predmet večkrat, spreminjati sestavo ali popravljati. Bil je preudaren umetnik, katerega dela, kot je napisal Andrew Forge, »so bila pripravljena, preračunana, prakticirana, razvita v fazah. Sestavljena so bila iz delov. Prilagajanje vsakega dela celoti, njihova linearna ureditev, je bila priložnost in eksperiment. Degas je sam povedal: »V umetnosti nič ne bi smelo izgledati kot priložnost, celo ne gibanje«.

## Kipi
Degasov prikaz kiparstva v času njegovega življenja se je zgodil leta 1881, ko je razstavil Štirinajstletno plesalko. Voščena figura v skoraj naravni velikosti z resničnimi lasmi in oblečena v tkanino, je izzvala močan odziv kritikov, večina se je izrekla kot izjemno realistično, vendar je plesalko obsodila kot grdo.  V pregledu je J.-K. Huysmans zapisal: »Strašna resničnost tega kipa očitno povzroča nelagodje pri gledalcih; vse njihove pojme o kipu, o tistih hladnih nežnih belinah ... so tukaj obrnjene. Dejstvo je, da je g. Degas s svojim prvim poskusom revolucioniral kiparsko tradicijo, saj je že zdavnaj pretresel konvencijo slikarstva«. 
Degas je v štirih desetletjih ustvaril veliko število drugih kipov, vendar jih javnost ni videla do posmrtne razstave leta 1918. Tudi Štirinajstletna plesalka in noben drug Degasov kip ni bila odlit v bron med življenjem umetnika. Znanstveniki so se strinjali, da kipi niso nastajali kot pomoč pri slikanju, čeprav je umetnik običajno raziskoval načine povezovanja grafične umetnosti in oljne slike, risanja in pastela, kiparstva in fotografije. Degas je kipom pripisal isti pomen kot risanju: »Risanje je način razmišljanja, modeliranje drugo«.
Po Degasovi smrti so njegovi dediči v njegovem ateljeju našli 150 skulptur iz voska, od katerih jih je bilo veliko v slabem stanju. Posvetovali so se z lastnikom livarne Adrienom Hébrardom, ki je ugotovil, da se jih lahko 74 vlije v bron. Predvideva se, da se razen Štirinajsteltne plesalke, vse ostale po svetu vlivajo iz surmoulages  [fr] (tj. iz bronastih originalov). So nekoliko manjši in prikazujejo manj podrobnosti površine, kot je bil prvoten bronast model. Hébrardova livarna je od leta 1919 do leta 1936 vlivala bron in se zaprla leta 1937, tik pred Hébrardovo smrtjo.
Leta 2004 je bila predstavljena manj znana skupina od 73 mavčnih odlitkov, ki so bolj ali manj podobni originalnim Degasovim voskastim skulpturam, ki so jo odkrili med materiali, ki jih je kupila livarna Airaindor (pozneje Airaindor-Valsuani) Hébrardovih potomcev. Bron iz teh mavcev so izdajali Airaindor-Valsuani med letoma 2004 in 2016 v izdajah, ki so bile nedosledno označene in s tem neznane velikosti. V zvezi s pristnostjo teh mavcev ter okoliščinami in datumom njihovega nastanka, je prišlo do precejšnjih nesoglasij . Medtem ko jih več muzejskih in akademskih strokovnjakov sprejema, kot so bili predstavljeni, je večina priznanih učenjakov Degasa zavrnila komentar. 

## Osebnost in politika
Degas, ki je verjel, da »mora umetnik živeti sam in da mora njegovo zasebno življenje ostati neznano«, je živel navzven nepomembno. V družbi je bil znan po svoji duhovitosti, ki je bila pogosto kruta. Pisatelj George Moore ga je označil kot »starega norca«, ki je svoj ugled kot mizantropski samec namenoma gojil. Globoko konservativen v svojih političnih stališčih, je nasprotoval vsem socialnim reformam in se mu ni zdelo občudovati takšnemu tehnološkemu napredku, kot je telefon. Odpustil je model, ko je izvedel, da je protestantska. Čeprav je od leta 1865 do 1870 Degas naslikal več judovskih tem, se je njegov antisemitizem začel pojavljati sredi 1870-ih. Njegova slika iz leta 1879 Portreti na borzi  večinoma velja za antisemitsko, saj so bili znani obrazi bankirjev, ki so jih takrat neposredno vzeli iz antisemitskih karikatur.
Afera Dreyfus, ki je Pariz ločevala od 1890-ih do zgodnjih 1900-ih, je še dodatno okrepila njegov antisemitizem. Sredi 1890-ih je prekinil odnose z vsemi svojimi judovskimi prijatelji, javno zanikal svoja prejšnja prijateljstva z judovskimi umetniki in zavrnil uporabo modelov, za katere je verjel, da so lahko judovski. Do svoje smrti je ostal odkrit antisemit in član antisemitskih "anti-Dreyfusardov".

## Ugled
V času življenja je bilo javno sprejemanje Degasovih del od občudovanja do prezira. Kot obetaven umetnik v konvencionalnem načinu je naredil številne slike, ki so jih sprejeli na Salonu med letoma 1865 in 1870. Ta dela so prejela pohvale od Pierra Puvis de Chavannesa in kritika Jules-Antoine Castagnary. Kmalu se je pridružil impresionistom in zavrnil toge predpise, sodbe in elitizem Salona - prav tako kot so Salon in širša javnost sprva zavračali eksperimentalizem impresionistov.
Degasovo delo je bilo sporno, vendar je bilo navadno občudovano zaradi oblikovanja. Njegova La Petit Danseuse de Quatorze Ans ali Štirinajstletna plesalka, ki jo je predstavil na šesti razstavi impresionistov leta 1881, je bila verjetno njegovo najbolj sporno delo; nekateri kritiki so govorili o »grozljivi grdoti«, medtem ko so drugi videli v njem »cvetenje«.
Delno izvirnost Degasa je bila neupoštevanje gladkih, popolnih površin in obrisov klasičnega kiparstva ... [in] pri krasitvi njegovega kipa z resničnimi lasmi in oblačili, narejenimi po merilih, kot so oprema za punčko. Ti relativno "pravi" dodatki so okrepili iluzijo, vendar so postavljali tudi vprašanja za iskanje, kot je tisto, kar je v umetnosti mogoče označiti kot "resnično".
Zbirka pastelov, ki prikazujejo akte, ki jih je Degas razstavil na 8. impresionistični razstavi leta 1886, je ustvarila »najbolj skoncentrirano telo kritičnega pisanja o umetniku v njegovem življenju«.
Degas je bil priznan kot pomemben umetnik v času življenja, zdaj pa velja za »enega od ustanoviteljev impresionizma«. Čeprav je njegovo delo prešlo številne slogovne meje, njegovo sodelovanje z drugimi pomembnimi osebnostmi impresionizma in njihove razstave, njegove dinamične slike in skice vsakdanjega življenja in dejavnosti ter njegovi drzni barvni eksperimenti so ga končno povezali z impresionističnim gibanjem kot enega od njegovih največjih umetnikov.
Čeprav Degas ni imel formalnih učencev, je močno vplival na številne pomembne slikarje, predvsem Jean-Louis Foraina, Mary Cassatt in Walterja Sickerta, njegov največji občudovalec pa je bil Henri de Toulouse-Lautrec.
Degasove slike, pasteli, risbe in kipi so na pomembnih razstavah v številnih muzejih in so bili predmet številnih muzejskih razstav in retrospektiv. Nedavne razstave vključujejo Degas: Risbe in skice (The Morgan Library, 2010); Picasso gleda na Degasa (Museu Picasso de Barcelona, 2010); Degas in akti (Muzej lepih umetnosti, Boston, 2011); Degasova metoda (Ny Carlsberg Glyptotek, 2013); Degasova Mala plesalka (Narodna galerija umetnosti, Washington D.C., 2014) in Degas: strast do popolnosti (Fitzwilliam Museum, Cambridge, 2017-2018).

## Galerija

### Slike
- Moški akt, 1856, olje na platnu, Metropolitan Museum of Art, New York City
- Achille De Gas v uniformi kadeta, 1856/57, National Gallery of Art, Washington, D.C.
- Družina Bellelli, 1858–1867, Musée d'Orsay, Pariz
- Mladi Špartanci, c. 1860–1862, National Gallery, London
- Ženska sedi pred vazo z rožami, 1865, olje na platnu, Metropolitan Museum of Art, New York City
- Amater, 1866, Metropolitan Museum of Art, New York City
- Édouard Manet in gospa Manet, 1868–1869, Kitakyushu Municipal Museum of Art, Japonska
- Plesne vaje, 1871, The Metropolitan Museum of Art, New York City
- Ballet Rehearsal, 1873, Fogg Art Museum, Cambridge, Massachusetts
- Rehearsal na odru, 1874, Musée d'Orsay, Paris
- At the Café-Concert: The Song of the Dog, 1875–1877
- Fin d'Arabesque, z balerino Rosito Mauri, 1877, Musée d'Orsay.
- Pevka z rokavicami, 1878, Fogg Art Museum, Cambridge, Massachusetts
- Mis La La v cirkusu Fernando, 1879, The National Gallery, London
- Plesalka s šopkom cvetja (z balerino Rosito Mauri), 1878
- Oder Rehearsal, 1878–1879, Metropolitan Museum of Art, New York City
- Portret Ellen Andrée, 1879, pastel na papir
- Čakanje, pastel na papir, 1880–1882.
- Pred dirko, 1882–84, olje na panel, The Walters Art Museum, Baltimore
- Trgovina s klobuki, 1885, Art Institute of Chicago
- Plesalke v Baru, 1888, Phillips Collection, Washington, D.C.
- Ženska pri kopanju, 1886, Hill-Stead Museum, Farmington, Connecticut
- Škaf, 1886, Musée d'Orsay, Pariz
- Kopanje: ženska si umiva hrbet, c. 1887, pastel na papir, Honolulu Museum of Art
- Klečeča ženska, 1884, Pushkin Museum, Moscow
- Tri plesalke v rumenih krilih, c. 1891, olje na platnu, The Detroit Institute of Arts
- Po kopanju, ženska si briše tilnik, pastel na papir, 1898, Musée d'Orsay, Paris
- Po kopanju, ženska se briše, c. 1884–1886, preoblikovana med 1890 in 1900, pastel na tkanem papirju, 40,5 × 32 cm, Musée Malraux, Le Havre
- Portret Henrika Michel-Lévyja, Calouste Gulbenkian Museum
- James-Jacques-Joseph Tissot (1836–1902), 1867, Metropolitan Museum of Art, New York City
- Portret mlle. Hortense Valpinçon, c. 1871, Minneapolis Institute of Art
- ’’Deux danseuses’’, 1879, Shelburne Museum

### Kipi
- Štirinajstletna plesalka,
ulita posthumno leta 1922 iz različnih modelov
c. 1879–1880
bron, delno oblečena, v bombažno krilo in satenastim trakom v laseh, na leseni podlagi 
Metropolitan Museum of Art
New York City
- Plesalka, ki se premika naprej, dvigne roke
c. 1882–1895
 ulita posthumno leta 1919–1926, bron
Solomon R. Guggenheim Museum
Thannhauser Galleries
New York City
- Španska plesalka
c. 1885
 ulita posthumno leta 1921, bron
46,3 × 14,3 cm
Ackland Art Museum
Chapel Hill, North Carolina
- Sedeča ženska briše levo stran
c. 1896–1911
 ulita posthumno leta 1919–1926, bron
Solomon R. Guggenheim Museum
Thannhauser Galleries
New York City